# Tunnel de la Galaure
Le tunnel de la Galaure est un tunnel ferroviaire français de la LGV Rhône-Alpes, situé sur le territoire de la commune de Châteauneuf-de-Galaure dans le département de la Drôme en région Auvergne-Rhône-Alpes.

## Situation ferroviaire
Long de 2 680 mètres, le tunnel de la Galaure est établi entre les points kilométriques (PK) 465,303 et 467,983 de la LGV Rhône-Alpes, entre le viaduc du Bancel et le viaduc de la Galaure, et entre les gares de Lyon-Saint-Exupéry TGV et de Valence-Rhône-Alpes-Sud TGV.

## Histoire
Le tunnel est officiellement mis en service le 3 juillet 1994 par la Société nationale des chemins de fer français (SNCF), lorsqu'elle ouvre à l'exploitation la section sud de la LGV Rhône-Alpes

## Caractéristiques
Le tunnel comprend un tube bidirectionnel à deux voies long de 2 680 m. Il traverse le plateau de Chambran jusqu'à 80 m de profondeur près de Châteauneuf-de-Galaure dans un terrain principalement constitué de molasse sableuse. Des "talwegs" remplis de matériaux divers et gorgés d'eau sont rencontrés en chemin rendant le percement difficile. La SNCF qui était soumise à des délais très stricts a alors réalisé un puits intermédiaire profond de 70 m légèrement déporté à l'ouest du tunnel en vue d'exécuter une troisième attaque en plus des deux réalisées à partir des deux têtes afin d'éviter de retarder le chantier.